# Absolute continuïteit
In de wiskundige analyse wordt de term absolute continuïteit zowel voor functies als voor maten gebruikt. Beide begrippen zijn nauw met elkaar verwant in de context van de lebesgue-maat op de reële getallen {\displaystyle \mathbb {R} }. Voor functies is absolute continuïteit een aanscherping van uniforme continuïteit. Een absoluut continue functie is nog "gladder" dan een uniform continue, zozeer zelfs dat de functie bijna overal differentieerbaar is.

## Absoluut continue functie
Een reëelwaardige functie {\displaystyle f}, gedefinieerd op een reëel interval {\displaystyle [a,b]}, heet absoluut continu als voor elke {\displaystyle \varepsilon >0} er een {\displaystyle \delta >0} bestaat, zodanig dat voor elke rij paarsgewijs disjuncte intervallen {\displaystyle ((x_{k},y_{k}),\ k=1,\ldots ,n)} gelegen binnen {\displaystyle [a,b]} die voldoet aan
{\displaystyle \sum _{k=1}^{n}(y_{k}-x_{k})<\delta }
geldt:
{\displaystyle \sum _{k=1}^{n}|f(y_{k})-f(x_{k})|<\varepsilon }
De definitie is gelijkwaardig met:
1.
{\displaystyle f} is bijna overal differentieerbaar en de afgeleide is lebesgue-integreerbaar, en voor alle {\displaystyle x\in [a,b]} geldt: 
{\displaystyle f(x)=f(a)+\int _{a}^{x}f'(t)\,\mathrm {d} t}
en met
2.
er is een lebesgue-integreerbare functie {\displaystyle g\colon [a,b]\to \mathbb {R} } zodat voor alle {\displaystyle x\in [a,b]} geldt:
{\displaystyle f(x)=f(a)+\int _{a}^{x}g(t)\,\mathrm {d} t}
In dat geval is bijna overal {\displaystyle g=f'}

## Eigenschappen
Elke absoluut continue functie is ook uniform continu en daarom tevens continu. Elke lipschitz-continue functie is absoluut continu.

## Absoluut continue maat
Zij {\displaystyle (X,{\mathcal {A}})} een meetbare ruimte, en {\displaystyle \mu } en {\displaystyle \nu } twee maten op die ruimte. Dan heet {\displaystyle \nu } absoluut continu ten opzichte van {\displaystyle \mu }, genoteerd {\displaystyle \nu \ll \mu }, als elke nulverzameling voor {\displaystyle \mu } ook een nulverzameling is voor {\displaystyle \nu }, dus als voor elke {\displaystyle N\in {\mathcal {A}}}
{\displaystyle \mu (N)=0\implies \nu (N)=0}

### Voorbeelden
Zij {\displaystyle f\colon \mathbb {R} \to \mathbb {R} } een niet-negatieve lebesgue-integreerbare functie. De [maat {\displaystyle \mu }, gedefinieerd door het voorschrift
{\displaystyle \mu (A)=\int _{A}f(x)\,\mathrm {d} x}
is absoluut continu ten opzichte van de lebesgue-maat.
De Dirac-maat {\displaystyle \nu }, die aan lebesgue-meetbare verzamelingen de waarde 1 of 0 toekent naargelang de verzameling het getal 0 bevat of niet, is niet absoluut continu ten opzichte van de lebesgue-maat.
De cantorfunctie is overal continu, maar niet absoluut continu.
De functie {\displaystyle f\colon [-1,1]\to \mathbb {R} } gedefinieerd door
{\displaystyle f(x)={\begin{cases}0,&{\text{voor }}x=0\\\\x\sin(1/x),&{\text{elders}}\end{cases}}}
is continu, maar niet absoluut continu.

## Verband tussen de twee begrippen
Een maat {\displaystyle \mu } op de reële getallen is absoluut continu ten opzichte van de lebesgue-maat dan en slechts dan als haar verdelingsfunctie
{\displaystyle x\mapsto F(x)=\mu ((-\infty ,x])}
een absoluut continue functie is.

## Stelling van Radon-Nikodym
Als {\displaystyle \mu } en {\displaystyle \nu } eindige maten zijn op een meetbare ruimte {\displaystyle (X,{\mathcal {A}})}, en {\displaystyle \nu \ll \mu }, dan bestaat er een {\displaystyle \mu }-integreerbare reële functie {\displaystyle f} op {\displaystyle X} met de eigenschap dat voor elke {\displaystyle S\in {\mathcal {A}}} geldt:
{\displaystyle \nu (S)=\int _{S}f\,\mathrm {d} \mu }
In de kansrekening wordt deze stelling als volgt geïnterpreteerd: als de kansmaat van een stochastische variabele absoluut continu is ten opzichte van de lebesgue-maat, heeft de variabele een kansdichtheid en wordt een continue stochastische variabele genoemd.
Als {\displaystyle \nu } niet absoluut continu is ten opzichte van {\displaystyle \mu }, dan kan ze op unieke wijze gesplitst worden in een absoluut continu en een singulier gedeelte, zie wederzijds singuliere maten.